# Rogério Fernandes
Rogério Fernandes (Lisboa, 18 de outubro de 1933 — Lisboa, 4 de março de 2010) foi um professor catedrático da Faculdade de Psicologia e Ciências da Educação da Universidade de Lisboa, jornalista e ensaísta português. Opositor do regime do Estado Novo, foi militante do Partido Comunista Português, tendo integrado o grupo parlamentar daquele partido na Assembleia da República. Foi condecorado com a Grã-Cruz da Ordem da Instrução Pública (9 de junho de 2002).

## Obras
- Ensaio sobre a obra de Trindade Coelho (1961);
- Ensino - sector em crise (1967);
- Situação da educação em Portugal / Rogério Fernandes (1973);
- Aspectos do ensino na República Democrática Alemã (1976);
- O pensamento pedagógico em Portugal (1978);
- A pedagogia portuguesa contemporânea (1979);
- Luís da Silva Mousinho de Albuquerque e as reformas do ensino em 1835-1836 (1983);
- Bernardino Machado e os problemas da instrução pública (1985)
- O pensamento pedagógico em Portugal (1992);
- Uma experiência de formação de adultos na 1a República : a universidade livre para educação popular, 1911-1917 (1993);
- Os caminhos do ABC : sociedade portuguesa e ensino das primeiras letras : do pombalismo a 1820 (1994);